# Лункшоара (Арад)
Лункшоара (рум. Luncșoara) насеље је у Румунији у округу Арад у општини Халмађел. Oпштина се налази на надморској висини од 433 m.

## Историја
По "Румунској енциклопедији" место се јавља у документима 1561. године. Заселак Вајдоги назван "Васатица" припада породици Батори. Ту су живели у средњем веку Срби, који су утицали на специфичну народну ношњу са црном бојом, која је постала и ношња тамошњих становника Румуна. Ношњу исту носили су сељаци из оближњих места округа Арад - Сарби (Срби) и Брустури.

## Становништво
Према подацима из 2002. године у насељу је живело 536 становника, од којих су сви румунске националности.